# Naturschutzgebiet Olsberger Ruhrtal oberhalb Assinghausen
Das Naturschutzgebiet Olsberger Ruhrtal oberhalb Assinghausen mit einer Größe von 15,5 ha liegt südlich von Assinghausen bis zur Grenze nach Winterberg in Olsberg im Hochsauerlandkreis. Das Gebiet wurde 2004 mit dem Landschaftsplan Olsberg durch den Hochsauerlandkreis als Naturschutzgebiet (NSG) ausgewiesen. Die Ruhr im NSG stellt seit 2004 auch eine Teilfläche des Fauna-Flora-Habitat-Gebietes (FFH) Ruhr (Natura 2000-Nr. DE-4614-303) im Europäischen Schutzgebietssystem nach Natura 2000 dar. Das NSG besteht aus drei Teilflächen. Die nördlichste Teilfläche befindet sich zwischen Assinghausen und Wiemeringhausen. Die zweite Teilfläche liegt zwischen Wiemeringhausen und der Talquerung der Bundesstraße 480 bei Haus Wildenstein. Die dritte schließt sich an die Talquerung der B 480 bis zur Stadtgrenze an. Bei den ersten beiden Teilflächen befindet sich die B 480 an der westlichen NSG-Grenze und bei südlichsten Teilfläche an der Ostgrenze.

## Gebietsbeschreibung
Beim NSG handelt es sich um den Fluss Ruhr und Teile der Flussaue.

## Schutzzweck
Im NSG soll die Ruhr und die Aue geschützt werden. Wie bei allen Naturschutzgebieten in Deutschland wurde in der Schutzausweisung darauf hingewiesen, dass das Gebiet „wegen der Seltenheit, besonderen Eigenart und Schönheit des Gebietes“ zum Naturschutzgebiet wurde.

## Lage der Teilgebiete
- 51° 17′ 53″ N, 8° 30′ 0″ O - Nördlich von Wiemeringhausen
- 51° 16′ 59″ N, 8° 30′ 48″ O - Nördlich von Haus Wildenstein
- 51° 16′ 29,5″ N, 8° 31′ 2″ O - Südlich von Haus Wildenstein